# Gobiomorphus huttoni
Gobiomorphus huttoni is een straalvinnige vissensoort uit de familie van de slaapgrondels (Eleotridae). De wetenschappelijke naam van de soort is voor het eerst geldig gepubliceerd in 1894 door Ogilby.